# Шкот

Шкоти грота (гіка-шкот) та стакселя в судна з бермудським озброєнням.

Шкот (нід. schoot) — снасть рухомого такелажу, призначена для розтягування нижніх (шкотових) шкаторин вільних від рангоуту вітрил, задніх нижніх кутів вітрил, що не мають рангоуту, та відтягування гіків.
Кожен шкот отримує додаткове найменування за назвою вітрила, наприклад: фока-шкот, грота-шкот, бізань-шкот, марса-шкот, брам-шкот, бом-шкот (бом-брам-шкот) тощо.
Прямі вітрила мають зазвичай два шкоти, що кріпляться до їхніх шкотових кутів, косі — один шкот, що кріпиться до заднього нижнього (шкотового) кута. У бермудських і гафельних вітрил до шкотового кута кріпиться відтяжка, а до нока гіка кріпиться гіка-шкот (він може кріпитися до візка, що пересувається по погону).
На невеликих вітрильних суднах шкоти вибираються вручну, тому виготовляються з відносно м'яких тросів. На великих вітрильниках шкоти деяких вітрил можуть бути ланцюговими. Шкоти малих вітрил являють собою звичайні мотузки, шкоти великих споряджаються блоками, талями або лебідками.
На деяких суднах, поряд зі шкотом, застосовується снасть з протилежною дією — контршкот. Вона служить для налаштовування і надання жорсткості шкотовому куту вітрила (або гіку) і запобігання його некерованому перекиданню на інший борт на повних курсах (аналогічно завал-талям).